# Liste der Monuments historiques in Merville (Haute-Garonne)
Die Liste der Monuments historiques in Merville (Haute-Garonne) führt die Monuments historiques in der französischen Gemeinde Merville auf.

## Liste der Bauwerke
| Bezeichnung      | Beschreibung                  | Standort | Kennzeichnung | Schutzstatus | Datum | Bild           |
| ---------------- | ----------------------------- | -------- | ------------- | ------------ | ----- | -------------- |
| Schloss Beillard | Erbaut im 19./20. Jahrhundert | (Lage)   | PA00094693    | Inscrit      | 1992  |                |
| Schloss Merville | Erbaut im 18. Jahrhundert     | (Lage)   | PA00094383    | Classé       | 1987  | weitere Bilder |